# العادلية (ريف دمشق)
بلدة العادلية بلدة سورية تابعة لمحافظة ريف دمشق، سوريا، تقع بين ناحيتي الغزلانية ومدينة الكسوة، وترتفع عن سطح البحر 665م. توجد بالقرب منها بعض الآثار القديمة كما ويوجد فيها وحدة إرشادية زراعية تهتم بالشؤون الزراعية للمنطقة والمناطق المحيطة بها. كما تحيط بها القرى والبلدات التالية: نجها - المعلقة - الحرجلة - المطلة - القرمشية.